# جمهورية أوزبكستان الاشتراكية السوفيتية
جمهورية أوزبكستان الاشتراكية السوفيتية كانت إحدى دول آسيا الوسطى وإحدى جمهوريات الاتحاد السوفيتي. تم إنشاؤها في عام 1924. وفي ديسمبر 1991، أصبح مستقلا باسم جمهورية أوزبكستان.
في عام 1925، تم تغيير حدود الوحدات السياسية في آسيا الوسطى على أسس عرقية يحددها المفوض فلاديمير لينين للقوميات، جوزيف ستالين. جمهورية تركستان ذاتية الحكم الاشتراكية السوفيتية، الجمهورية الشعبية البخارية وجمهورية الصين الشعبية خوارزم ألغيت وتم تقسيم أراضيها إلى نهاية المطاف خمس جمهوريات مستقلة الاشتراكية السوفيتية، واحدة منها كانت جمهورية أوزبكستان الاشتراكية السوفيتية، التي أنشئت في 27 تشرين الأول عام 1924. و جمهورية أوزبكستان الاشتراكية السوفيتية أصبحت في العام المقبل واحدة من جمهوريات اتحاد الجمهوريات الاشتراكية السوفيتية (الاتحاد السوفيتي).

## أعلام
- ايمانويل هالبرين
- باتوهان جوزغيك
- سنجار كوفاتوف